# Lito Álvarez
Elio Lito Álvarez (Buenos Aires, 5 dicembre 1947) è un ex tennista argentino.

## Carriera
In carriera ha vinto un titolo di doppio all'ATP San Paolo nel 1976, in coppia col Paraguay Víctor Pecci, battendo in finale Ricardo Cano e Belus Prajoux per 6-4, 3-6, 6-3.
In Coppa Davis ha giocato un totale di dieci partite, vincendone sei e perdendone quattro.

## Statistiche

### Doppio

#### Vittorie (1)
| Numero | Anno | Torneo                   | Superficie | Compagno     | Avversari in finale        | Punteggio     |
| 1.     | 1976 | ATP San Paolo, San Paolo | Sintetico  | Víctor Pecci | Ricardo Cano Belus Prajoux | 6-4, 3-6, 6-3 |